# Торчин (заповідне урочище)
То́рчин — заповідне урочище в Україні. Розташоване в межах Чернігівського району Чернігівської області, на південний схід від села Слабин. 
Площа 308 га. Статус присвоєно згідно з рішенням Чернігівського облвиконкому від 24.04.1964 року № 236; від 10.06.1972 року № 303; від 28.08.1989 року № 164. Перебуває у віданні ДП «Чернігівське лісове господарство» (Чернігівське л-во, кв. 137-140). 
Статус присвоєно для збереження лісового масиву на правобережній заплаві річки Десна. У деревостані переважають верба, тополя. Є кілька невеликих дібров і заболочених лук.